# L'intrepida Valentina di carta
L'intrepida Valentina di carta è una storia a fumetti di Valentina, celebre personaggio creato da Guido Crepax. Si tratta di un breve episodio prequel, in cui vengono mostrati alcuni momenti dell'infanzia di Valentina. Questo approccio verrà ripreso in Valentina intrepida, dove verrà raccontata in maniera più approfondita la sua infanzia e adolescenza.

## Trama
1944: Valentina ha un anno e mezzo e con i genitori sta fuggendo in Svizzera a causa della guerra. La madre le legge la fiaba del Soldatino di stagno; lei successivamente fa cadere un soldatino rompendogli una gamba, come nella storia.
1947: A quattro anni Valentina non vuole fare il bagno e si immagina come i protagonisti della Storia del moretto che vengono immersi in un enorme calamaio d'inchiostro.
1953: A dieci anni Valentina ricorda ancora il Soldatino di stagno e si immagina come la ballerina della storia. Si porta ancora dietro il soldatino con la gamba rotta, mentre è in viaggio con i genitori a Parigi.

## Pubblicazioni
- li'l linus aprile 1969[1]
- Milano Libri (Diario di Valentina) ottobre 1975
- RCS (Volume 1) 2007
- Salani (Biografia di un personaggio) 2010
- Mondadori (Volume 27) 2015